# مؤسسة ماكس بلانك

مؤسسة ماكس بلانك لرعاية العلوم

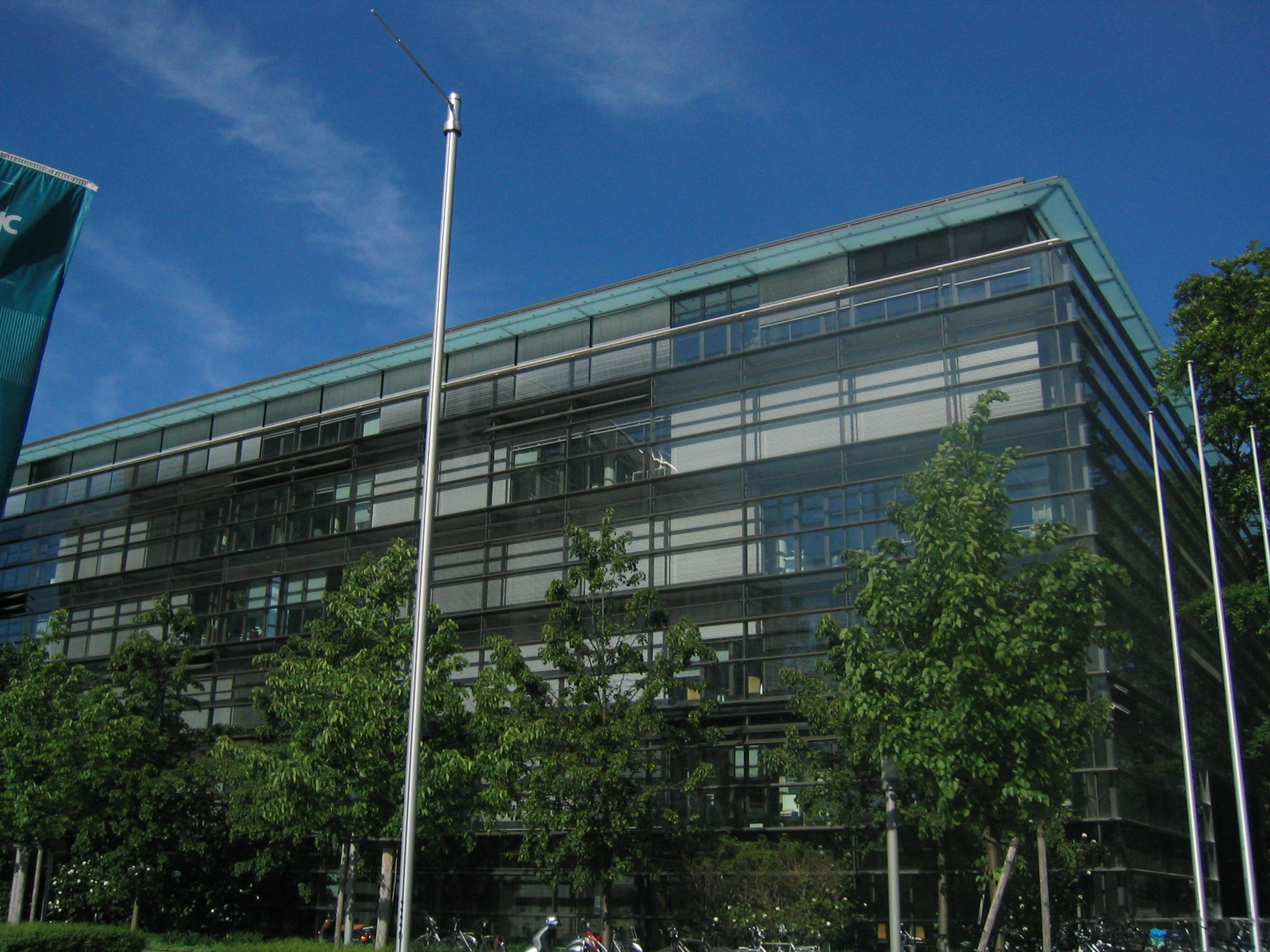
مبنى الإدارة العام لمؤسسة ماكس بلانك العلمية ، في ميونيخ

Max-Planck-Gesellschaft zur Förderung der Wissenschaften e. V واختصارها (MPG)، هي مؤسسة رائدة في ألمانيا ترعى البحث العلمي الأساسي. وهي بغرض تسخير العلوم للمصلحة العامة، ومقرها برلين. وترعى 84 معهد علميا ومؤسسات غير مستقلة في جميع أنحاء ألمانيا. توجد إدارتها العامة في ميونيخ، ويرعى اعمالها سكرتير أو عدد من السكرتيريين طبقا للائحتها، وهم يعملون كمساعدين للإدارة. وتعمل مؤسسة ماكس بلانك طبقا لنص لائحتها كإتحاد مسجل بمبدأ «مواصلة عمل مؤسسة القيصر فلهلم لرعاية العلوم» السابقة، كإتحاد مسجل.
تتمتع مؤسسة ماكس بلانك بشهرة عالمية كمؤسسة علمية لا تتبع الجامعات، وحازت في عام 2006 على جائزة ال «تايم» كأحسن مؤسسة للتعليم العالي خارج الجامعات. 
Times-Higher-Education-Supplement-Ranking  
وتتبوأ طبقا لتقييم «مرجع بيير» المركز الثالث على مستوى العالم بعد المؤسستين العلميتين الأمريكيتين AT&T و Argonne National Laboratory في بحوث التقنية.
ترعى المؤسسة نحو 17000 من العاملين من ضمنهم 5,470 من الباحثين الألمان ونحو 4600 من الباحثين الزوار، بعض الباحثين الزائرين يأتون من خارج ألمانيا. وصلت ميزانية المؤسسة في عام 2015 نحو 1.7 مليار يورو. وطبقا لإحصاء 31 ديسمبر 2016 كان يعمل في مؤسسة ماكس بلانك 22,995 من العاملين، منهم 14,036 من العلميين، يكوّنون نحو 61 % من مجموع العاملين؛ 3و44 % من النساء الألمانيات.

## تكوينها ومهامها
ترعى مؤسسة ماكس بلانك حاليا (بواقع 2017) 84 معهدا للبحث العلمي، ليسوا مستقلين. يأتي أغلب التمويل من تحصيلات الضرائب للدولة الاتحادية ومن حكومات الولايات الألمانية. يختلف عن ذلك معهد ماكس بلانك لبحوث الفحم و «معهد ماكس بلانك لبحوث الحديد، شركة مساهمة محدودة»، وهما معهدان مستقلان ذوي شخصية قانونية؛ وكذلك معهد ماكس بلانك لفيزياء البلازما، وهذا ينتمي منذ البداية إلى ولاية بافاريا، ويموّل أيضا من الحكومة الاتحادية ومن «أويراتوم» Euratom (المفوضية الأوروبية للبحوث الذرية). كان معهد ماكس بلانك لفيزياء البلازما حتى عام 1970 شركة مساهمة محدودة المسؤولية في ألمانيا، وتحولت فيما بعد إلى مؤسسة تتبع مؤسسة ماكس بلانك.
تعمل مؤسسة ماكس بلانك على دعم العلوم ويقوم عليها أعضاءعلميون - وهؤلاء يكونون في أغلب الحالات مديرون لمعاهد ماكس بلانك الغير مستقلة قانونا وكذلك من أعضاء علميين من الخارج - وكذلك أعضاء داعمين بالمال، وهؤلاء قد يكون منهم شخصيات واقعية أو شخصيات ذات هوية قانونية (مثل الشركات أو المصانع والبنوك وغيرها)؛ وجميعهم يدعم البحث العلمي في خدمة المجتمع في معاهد ماكس بلانك.
تهتم مؤسسة ماكس بلانك بحد كبير بالبحوث الأساسية في المجالات: الطبيعة، والمجتمع، العلوم الإنسانية وتعمل في تعاون مع الجامعات ولكنها يحافظ على استقلاليتها. وتركز على اهداف البحوث التي تجمع عادة بين القطاعات العلمية المختلفة مثل البيولوجيا والفيزياء أو الكيمياء والأحياء، أو البيئة وعلم الأحياء وهكذا؛ وفوق ذلك تهتم بالبحوث التي تتكلف كثيرا ولا تستطيع مراكز بحثية أخرى تمويلها من ميزانيتها، مثل بحوث فيزياء البلازما، تلك التي تحاول استغلال الاندماج النووي لإنتاج الطاقة، فتمويلها كبير جدا وتشارك فيه أيضا دول مختلفة.
النتائج تخدم المجتمع ولها هدف تركيز البحث العلمي المتميز في فروع معينة من العلوم، وهي تكون بالإضافة إلى البحوث التي تجريها الجامعات والمعاهد العليا ومراكز البحوث الأخرى.
تشترك مؤسسة ماكس بلانك متمثلة بمديرها فيما يسمى «حلفاء المؤسسات العلمية» والتي ينتمي إليها أعلى شخصيات المؤسسات العلمية الألمانية، وهم يتقابلون بانتظام ويتشاورون فيما يهم من الأمور.

## من معاهد ماكس بلانك
- معهد ماكس بلانك لبحوث الفحم
- معهد ماكس بلانك للأبحاث الطبية
- معهد ماكس بلانك للطب التجريبي
- معهد ماكس بلانك للكيمياء الحيوية
- معهد ماكس بلانك لعلم الوراثة الجزيئي
- معهد ماكس بلانك للفلك
- معهد ماكس بلانك للرياضيات

## مجموعات باحثين في الجامعات MPFG
بدأ في السنوات القليلة السابقة تكوين مجموعات بحثية لمؤسسة ماكس بلانك في بعض الجامعات. تلك تتبع عقود قصيرة الأجل وتتداخل فيها
مختلف العلوم؛ والغرض منها هو زيادة الترابط بالجامعات. الجامعة تختار المشرف على البحث. ويتم تمويل العاملين والأبحاث على أساس عقد بين الجامعة ومؤسسة ماكس بلانك. واختيار العلميين الباحثين من الجامعة ومن مؤسسة ماكس بلانك على أساس تعاقد متفق عليه.
تلك المجموعات التالية ليست مؤسسات علمية أو معاهد لمؤسسة ماكس بلانك وانما هي وحدات بحثية تتبع الجامعات.
- مجموعة ماكس بلانك للبصريات، والمعلوماتية والتقنية الضوئية (في جامعة إرلنغن نورنبيرغ بين 2004 - 2008)؛ وتحويلها ابتداءا من يناير 2009 إلى معهد ماكس بلانك لفيزياء الضوء.
- مجموعة ماكس بلانك للتكوينات الحركية MPSD وهي في جامعة هامبورغ في المركز العلمي لليزر ذو الإلكترون الحر. عملت المجموعة حتى نهاية عام 2012، وتحولت بعد ذلك إلى معهد ماكس بلانك للتكوينات الحركية للمادة.
- مجموعة ماكس بلانك لنظام المناعة في جامعة فورتسبورغ [5]

## اقرأ أيضا
- معهد ماكس بلانك لبحوث الفحم
- معهد ماكس بلانك لبحوث الحديد
- معهد ماكس بلانك لعلم الفلك الراديوي
- معهد ماكس بلانك لعلم الفلك
- معهد ماكس بلانك لبحوث النظام الشمسي

## وصلات خارجية
- نصوص عن مؤسسة ماكس بلانك في فهرس مكتبة ألمانيا الوطنية
- Web-Präsenz der Max-Planck-Gesellschaft und ihrer Institute
- Satzung der Max-Planck-Gesellschaft (PDF-Datei; 116 kB)
- Jürgen Renn und Horst Kant: Erfolge abseits des Mainstream. In: MaxPlanckForschung 3/2007
- „Max-Wissen“ (Website der Max-Planck-Gesellschaft für Schüler und Lehrer mit umfangreichen Unterrichtsmaterialien)
- Youtube-Kanal der Max-Planck-Gesellschaft (teils deutsche, teils englische Filme)